# 도쿄 지하철 6000계 전동차
도쿄 지하철 6000계 전동차(일본어: 東京地下鉄6000系電車)는 1969년부터 2018년까지 운행했던 도쿄 메트로 (이전 제도고속도교통영단)의 전동차이다.

## 개요

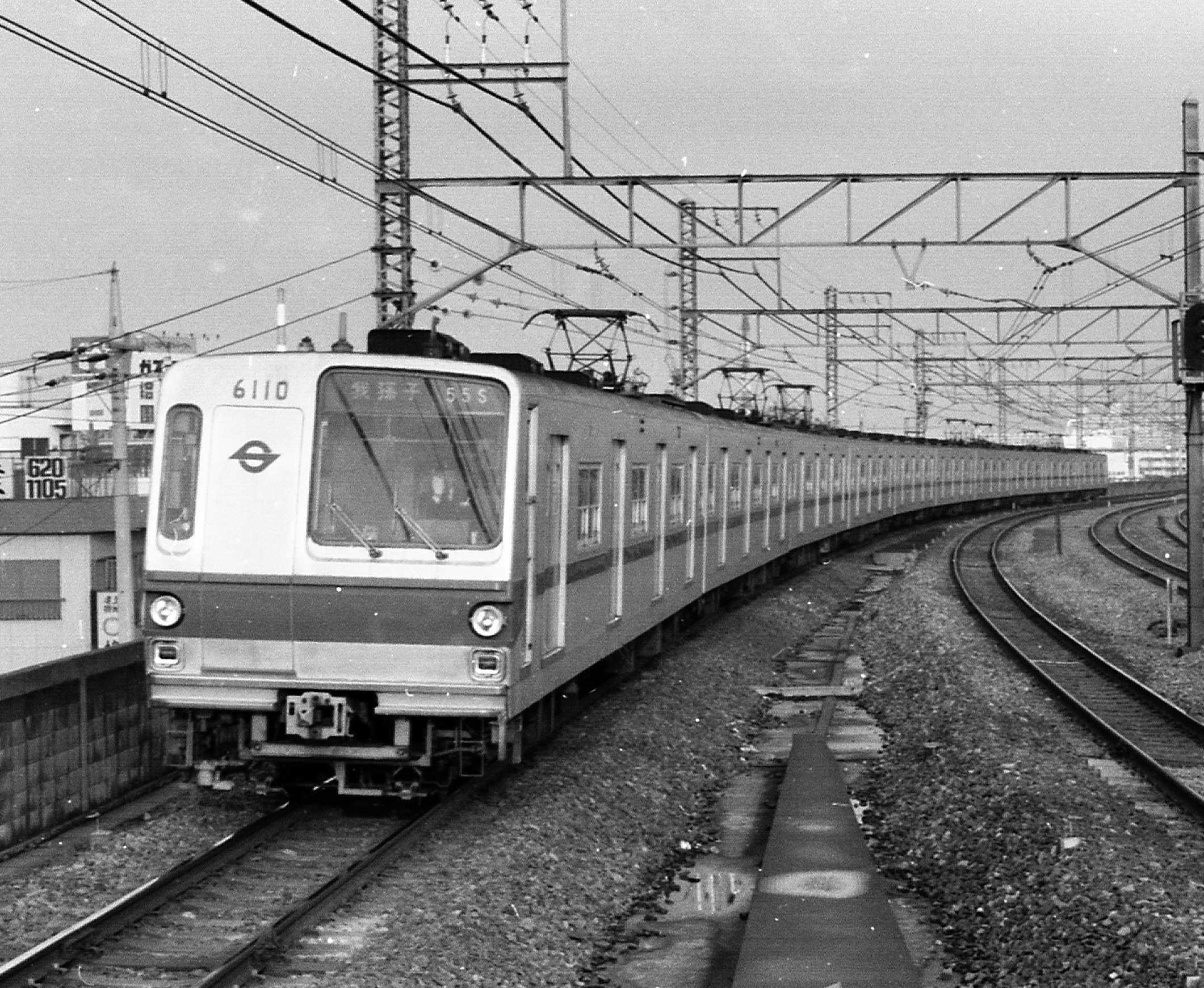
조반 완행선 가메아리역을 출발하고 있는 6000계 전동차 10편성

당시 제도고속도교통영단(현재 도쿄 메트로)은 1964년 도쿄 지하철 도자이 선의 개통 이후 기존에 운행했던 저항 제어 전동차에서 발열과 에너지 효율 문제를 안고 있었다. 알루미늄 합금을 이용하여 경량화된 차체와 기존에 발열과 에너지 효율 문제를 해결하기 위해 새로운 디자인을 채택해 1965년부터 개발이 시작되었다.
1968년부터 생산이 되었고 1969년에 최초로 운행을 시작했다. 이 열차는 도쿄 지하철 7000계 전동차, 도쿄 지하철 8000계 전동차 모델을 기반으로 제작된 열차로 이 모델과 유사한 편이다. 1972년에 로렐상을 수상했다. 1990년까지 36편성이 도입되었고 가와사키 중공업, 긴키 차량, 일본차량제조, 도큐차량제조에서 제작되었다. 한편 도입 경과 25년이 지남에 따라 제어 장비가 노후화가 되면서 초퍼 제어를 교체 했으나, 개조로 인한 비용 문제로 전동기와 변압기는 재사용하는 개조를 실시했다. 1995년에 에너지 및 비용 절감을 위해 일부 차량에 한해 VVVF 인버터 제어로 교체했다.
한편 도입 경과 40년이 지난 이래 도쿄 지하철 16000계 전동차의 도입으로 2010년부터 순차별로 퇴역하기 시작했고 이 중 36대는 폐차되었다. 또한 VVVF 인버터 제어로 개조된 차량은 인도네시아에 순차별로 매각되었으나, 폐차되었다.
2011년 4편성을 시작으로 26편성이 인도네시아로 매각되었으나 지금은 폐차되었다 오다큐 오다와라 선에 대응에 앞서 무전 설비를 하지 않아 2017년부터 더 이상 오다큐 오다와라 선을 운행하지 않는다.

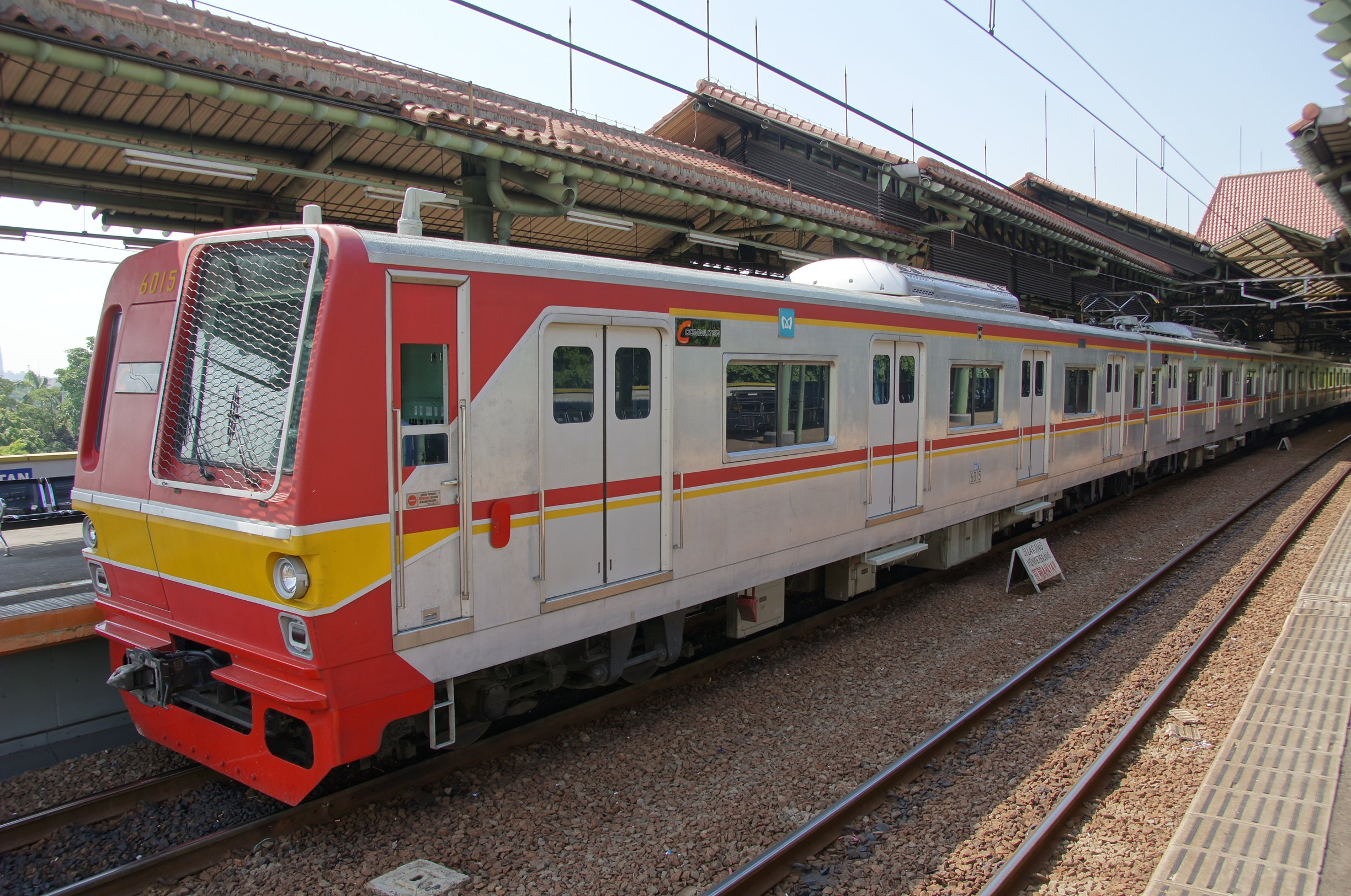
케라타 커뮤터 인도네시아의 615편성
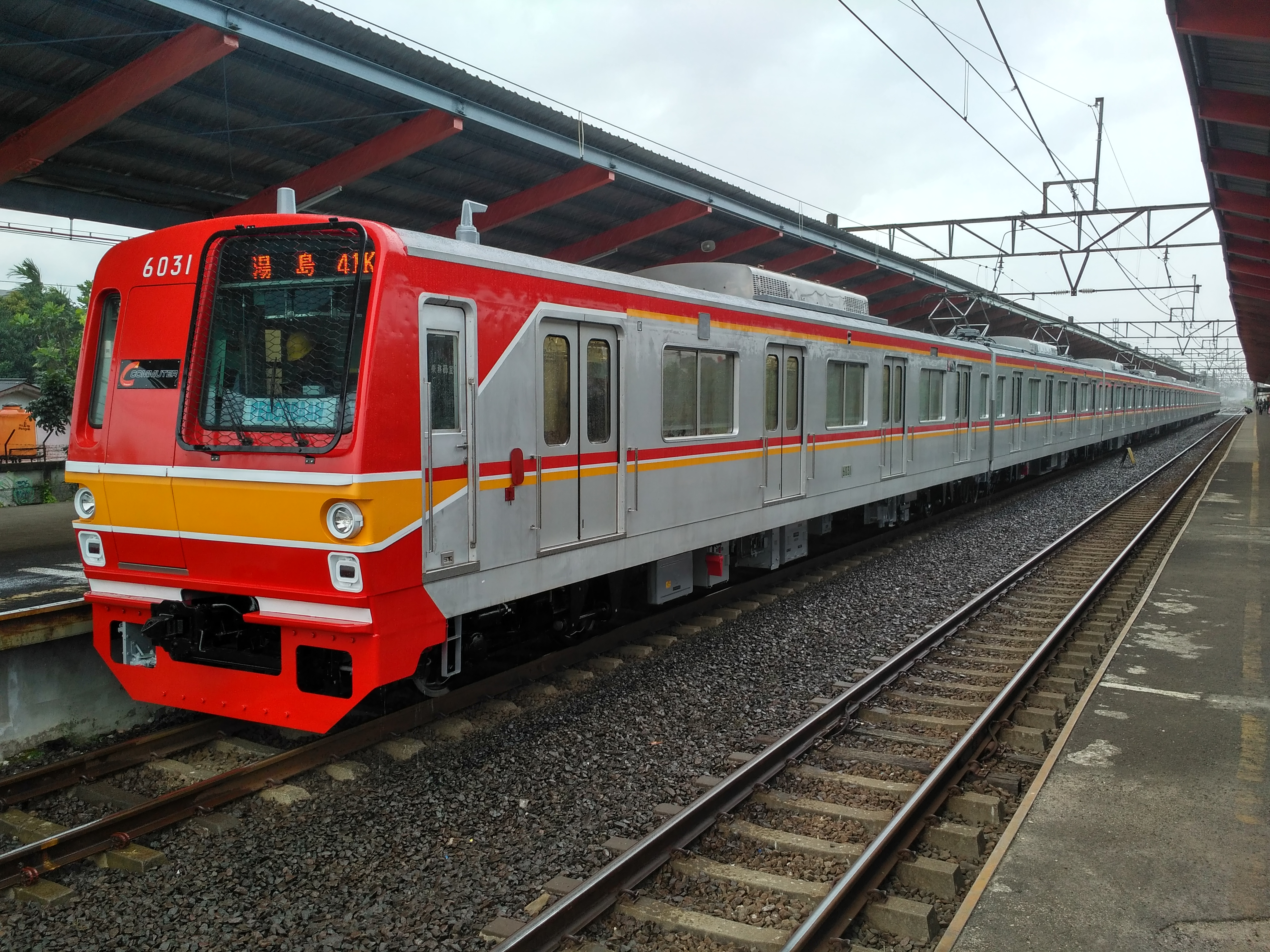
케라타 커뮤터 인도네시아의 631편성

## 개조

### 냉방화 개조
도입 당시 대부분의 지하철과 전동차가 대부분 에어컨을 장착하지 않았고 선풍기로 장착했다. 1980년대 후반에 냉방 전동차가 등장과 동시에 기존에 운행했던 전동차에 냉방 장치 설치 요구로 1988년부터 냉방화 개조를 실시해 1994년까지 모든 전동차에 냉방화로 개조했다.

### 리뉴얼 개조
당시 제도고속도교통영단(현재 도쿄 메트로)은 전동차를 40년 이상 운행하기 위해 시범적으로 도입 경과 18년이 지난 609편성을 차량 제작사로 회송해 차량의 내구도 검사 및 차량 내부 인터리어의 개선과 냉방화 개조를 시작했다. 609편성을 시작으로 1991년에 개설된 신키바 검차구에서 차량 리뉴얼 개조를 시행 했으나 당시에 냉방화 개조 정책을 우선시 했기 때문에 B업데이트 개조가 잠시 중단된 바 있다.
B업데이트 개조
앞서 제도고속도교통영단(현재 도쿄 메트로)은 전동차를 40년 이상 운행하기 위해 도입 경과 20년이 지난 전동차를 대상으로 대대적인 보수 및 개조가 이루어졌다. 출입문 도색용으로 덧댄 초록색 철판을 제거하고, 그 자리에 스티커를 붙혀서 차레를 경량화 시키고 차량 지부의 전기 배선 및 통풍구를 개선했다. 또한 승무원실의 출입문을 교체 했으며 시트의 색상을 기존의 빨강에서 갈색으로 변경했다. 또한 낙창식 창문에서 통유리로 교체되었다. 그 밖에도 차량 관통부의 크기 및 방송 설비가 개선되었고 방송 설비 기존 행선지 표시기가 롤지 행선판에서 LED 행선판으로 교체되었다.
2003년에 4차 도입분과 5차 도입분이 B업데이트 개조를 실시 했는데 도쿄 지하철 05계 전동차에 대응해 기존의 초퍼 제어에서 VVVF-IGBT로 교체되었다. 또한 MT비를 5M5T로 변경했고 출입문을 대형 유리창으로 교체되었다.

## 세부 모델
- 1968년에 최초로 출시한 3량 편성의 1차 시범 제작분과 1969년에 등장한 2차 시범 제작분이 도입되었다. 1970년부터 1990년까지 36편성이 제작되었다.

### 1차 시범 제작분

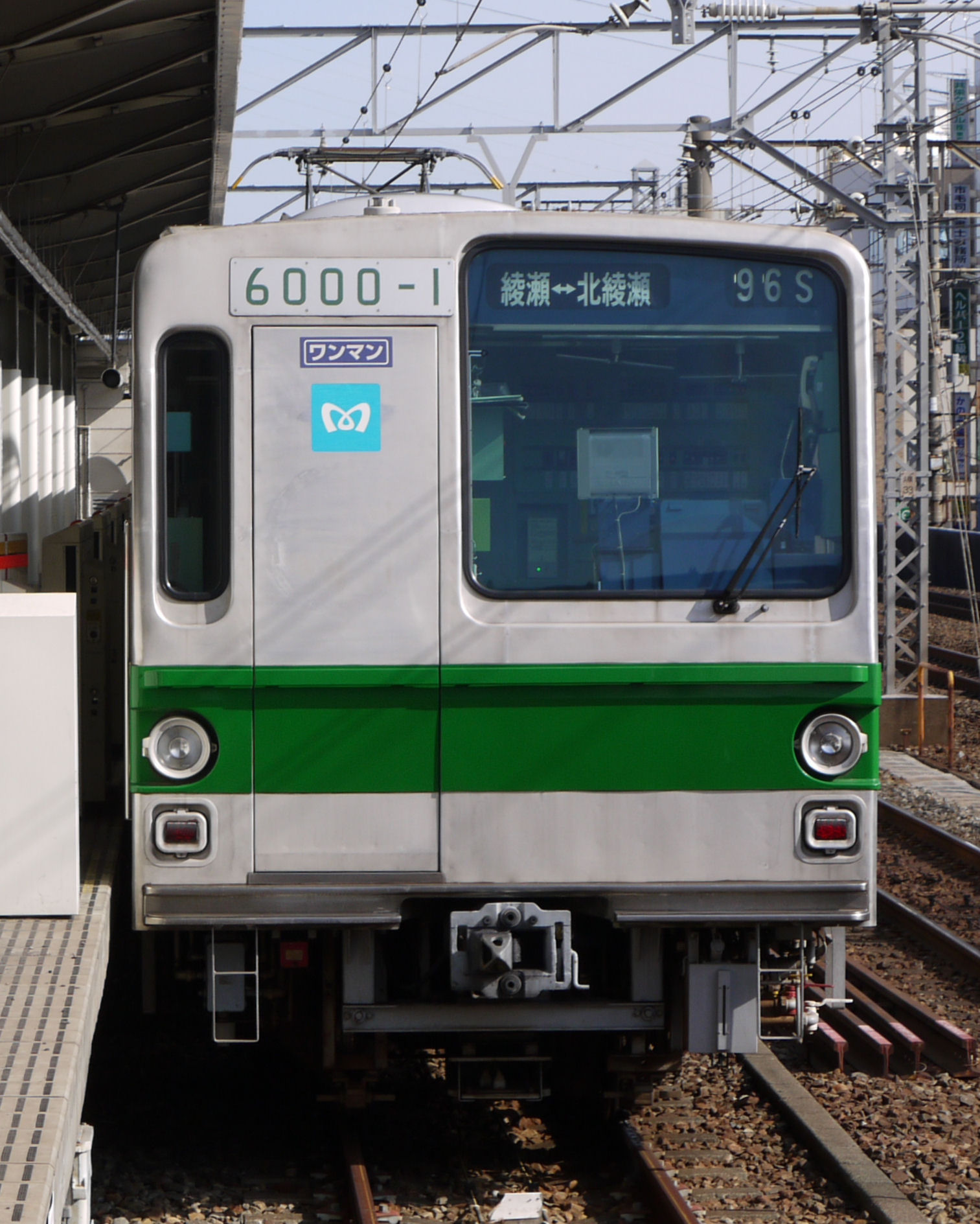
아야세역에서 출발 대기 중인 도쿄 지하철 600-1편성

1968년 당시 제도고속도교통영단(현재 도쿄 메트로)은 도쿄 지하철 지요다 선 개통 및 초퍼 제어 상용화를 목적으로 3량 편성의 전동차를 개발했다. 당시 편성은 6001호, 6002호, 6003호로 조성되었고 소음을 줄이기 위해 오다큐 3000계 전동차와 마찬가지로 차량 하부에 덮개를 장착했다. 당시 디자인은 기존의 디잔인에서 탈피한 디자인으로 훗날 일본이 많은 전동차 디자인에 영향을 주었다. 1970년에 도쿄 지하철 도자이 선 시범 운행 이후 초퍼 제어 장치를 철거하고 저항 제어 장치로 전환 및 주동기와 대차를 교환하면서 도쿄 지하철 5000계 전동차와 같은 저항 제어 전동차로 격하되었다.
1973년에 도쿄 지하철 7000계 전동차 도입에 앞서 도쿄 지하철 유라쿠초 선에서 잠시 초퍼 제어를 장착해 시범 운행에 이어 1978년에 일본 최초로 VVVF 인버터 제어를 장착해 시범 운행을 거쳤다. 1979년 도쿄 지하철 지요다 선 지선 구간 개통곽 동시에 정식응로 운행을 시작하면서 열차 번호가 6000-1호로 변경되었다. 이는 6000계 전동차의 하이픈 시리즈로 불리며 1994년에 냉방화 개조에 이어 도쿄 지하철 5000계 전동차 일부 편성이 퇴역 및 폐차/해체 후 나오는 부품을 유용하여 차내 개조 작업을 거쳤다. 2002년에 1인 승무 개조와 동시에 운전실 유리창이 개조되었다. 2014년 5월 16일에 도쿄 지하철 05계 전동차 3량 편성이 도입과 동시에 퇴역했다.

### 2차 시범 제작분

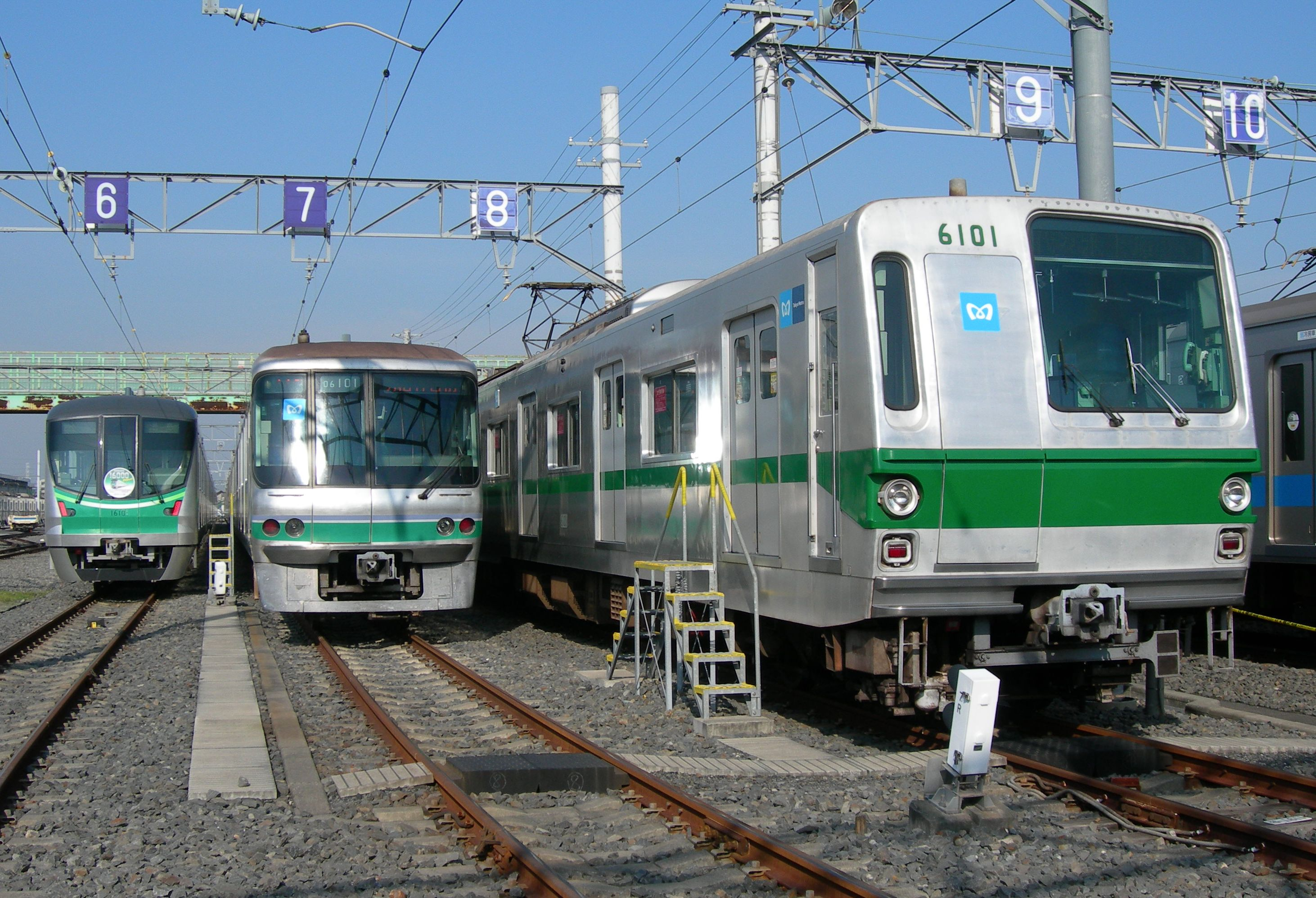
아야세 검차구에서 촬영한 도쿄 지하철 601편성. 오른쪽은 도쿄 지하철 16000계 전동차, 가운데는 도쿄 지하철 06계 전동차가 있다.

기존의 1차 시범 제작분의 경우 시범 운행을 기반으로 제작된 모델로 1969년 8월에 6량 편성으로 제작되었다. 기존 차량의 경우 초퍼 제어의 상용화를 위해 제작된 반면 이 모델은 회생 제동과 차체 경량화를 통해 본격적인 상용화를 위해 제작되었다. 기존 1차 시범 제작분에서 장착된 하부 덮개가 발열 및 정비 효율의 문제로 철거되었고 기존의 1차 시범 제작분보다 전두부의 경사각이 변경되었다. 1차 시범 제작분의 경우 초퍼 제어 상용화를 위해 도입된 열차로 2차 시범 제작부의 경우 영업 운전 도입을 위해 차내에 선풍기를 장착했다. 다른 양산차와 달리 집전 장치가 달렸다. 1994년에 냉방화 개조에 이어 1999년에 VVVF 인버터 제어로 개조되었다. 2016년 5월에 퇴역과 동시에 인도네시아에 매각되었다.

### 1차, 2차 양산차

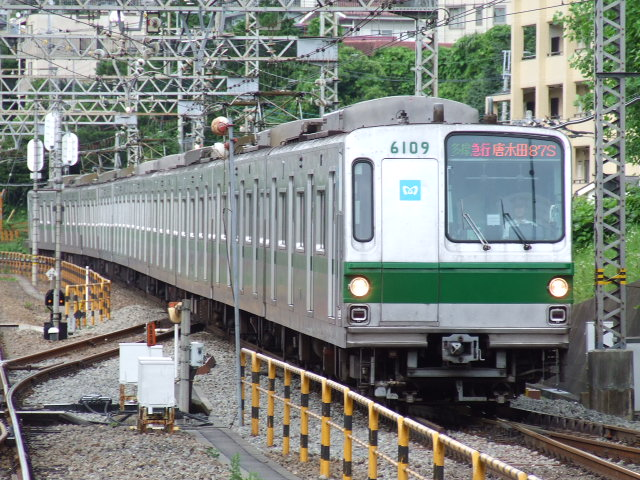
오다큐 오다와라 선에서 운행 중인 도쿄 지하철 609편성

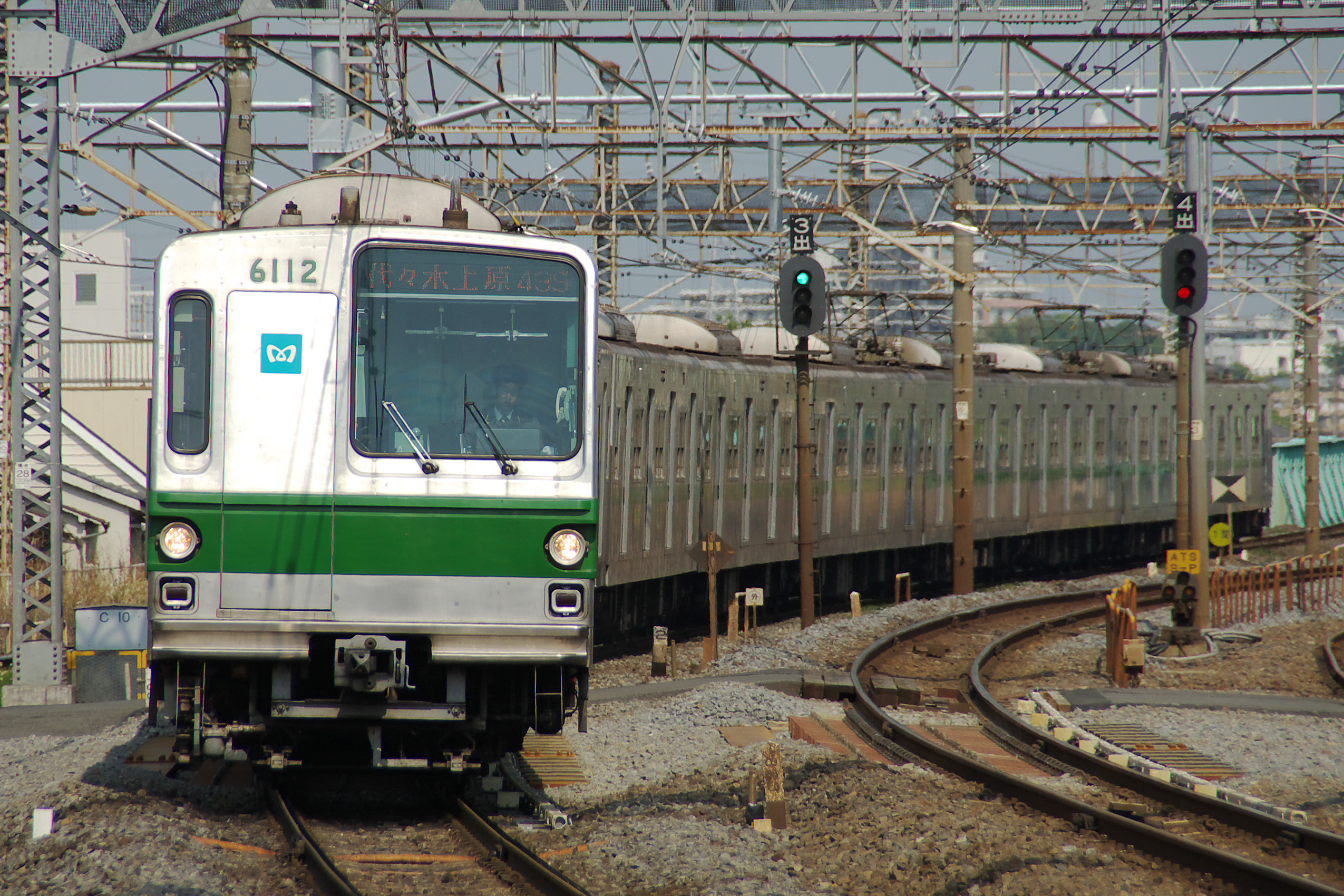
도쿄 지하철 612편성

1971년부터 1972년까지 순차별로 도입되었고 602편성부터 613편성까지 1차 양산차, 614편성부터 619편성까지 2차 양산차에 해당된다. 기존 2차 시범 제작분 차량보다 차체의 무게가 경량화되었다. 602편성부터 610편성까지 역저지 사이리스터 소자를 적용했으나, 611편성부터 역도통 사이리스터 소자를 적용했다. 1차 양산차의 경우 4편성만 VVVF 인버터 제어로 개조되었고 2차 양산차의 경우 1편성을 제외하고 VVVF 인버터 제어로 개조되었다. 2010년부터 순차별로 퇴역 및 인도네시아에 매각되었고 VVVF 인버터 제어로 개조한 차량의 경우 10량 편성으로 수출한 반면 초퍼 제어 6편성의 경우 8량으로 축소되면서 수출되었다.

### 3차 양산차
1977년 도쿄 지하철 지요다 선 요요기우에하라 역 연장을 대비해 2편성이 도입되었다. 기존 양산차와 달리 운전실 출입의 크기가 줄어들었고 초퍼 제어 장비의 RCT 소자 내압이 증강되었다. 최초로 RCT 초퍼 제어를 시범으로 도입되었고 훗날 도쿄 지하철 8000계 전동차와 4차 양산차에 적용되었다. 1990년대 후반에 VVVF 인버터 제어로 개조되어 현역으로 운행했으나 2017년에 퇴역과 동시에 인도네시아에 매각되었다.

### 4차 양산차

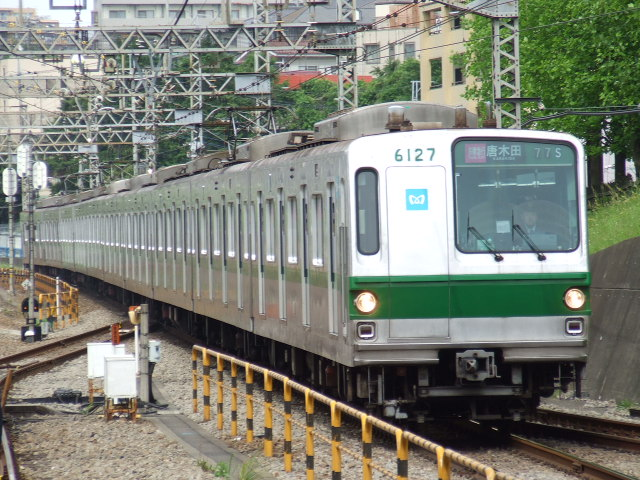
도쿄 지하철 627편성

당시 도쿄 지하철 지요다 선에서 운행 중인 도쿄 지하철 5000계 전동차 대체를 위해 제작된 차량으로 도쿄 지하철 8000계 전동차 모델 베이스로 도입되었다. 1981년에 도입되었고 기존 양산차와 달리 차체 구조가 달라졌고 낙창식 창문에서 통유리 창문으로 변경되었고 냉방화를 대비해 제작했다. 기존 양산차와 달리 차체 구조만 바꾼 것이 아니라 마이너 체인지가 되었다. 같은 시기에 제작된 도쿄 지하철 8000계 전동차 모델의 경우 동일한 디자인이 적용되었고 천장도 평천장으로 바꾸었고 냉방화 개조를 대비해 에어컨 송풍구까지 적용했다. 도입 당시 프레온 비등냉각식 초퍼 제어가 620편성에서 시범 운행을 마치면서 4차 양산차에서 적용되었다. 7편성이 도입되었고 3편성이 2000년대에 VVVF 인버터 제어로 개조 후 운행했으나 이후 퇴역과 동시에 인도네시아에 매각되었다. 그 중 초퍼 제어 차량은 8량 편성으로 축소되어 수출되었다.

### 5차 양산차

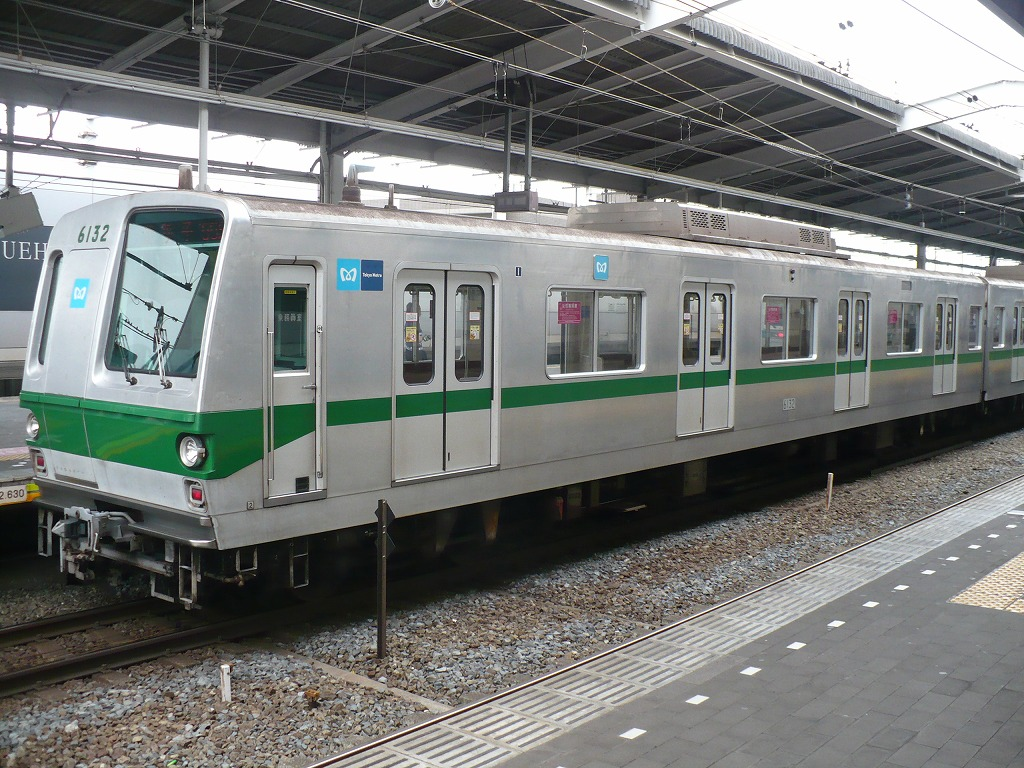
도쿄 지하철 632편성

1984년에 도쿄 지하철 지요다 선 증비를 대비해 도입된 차량으로 기존 양산차와 달리 차량 지붕 높이가 높아졌고 좌석 역시 도쿄 지하철 01계 전동차 사용한 색깔로 변경되었다. 이후 VVVF 인버터 제어로 개조 후 운행했으나 1편성을 제외한 나머지 퇴역과 동시에 인도네시아에 매각되었다.

### 6차 양산차
1988년에 2편성이 도입되었다. 다른 양산차와 달리 냉방기가 당초부터 탑재되었고 바닥의 배색이 변경된 것외에 기존 양산차와 동일하다. 도쿄 메트로 차량 관련 방침이 변경되면서 도쿄 지하철 16000계 전동차 도입과 동시에 퇴역했고 이후 인도네시아에 매각했으나 8량 편성으로 축소되었다.

### 7차 양산차

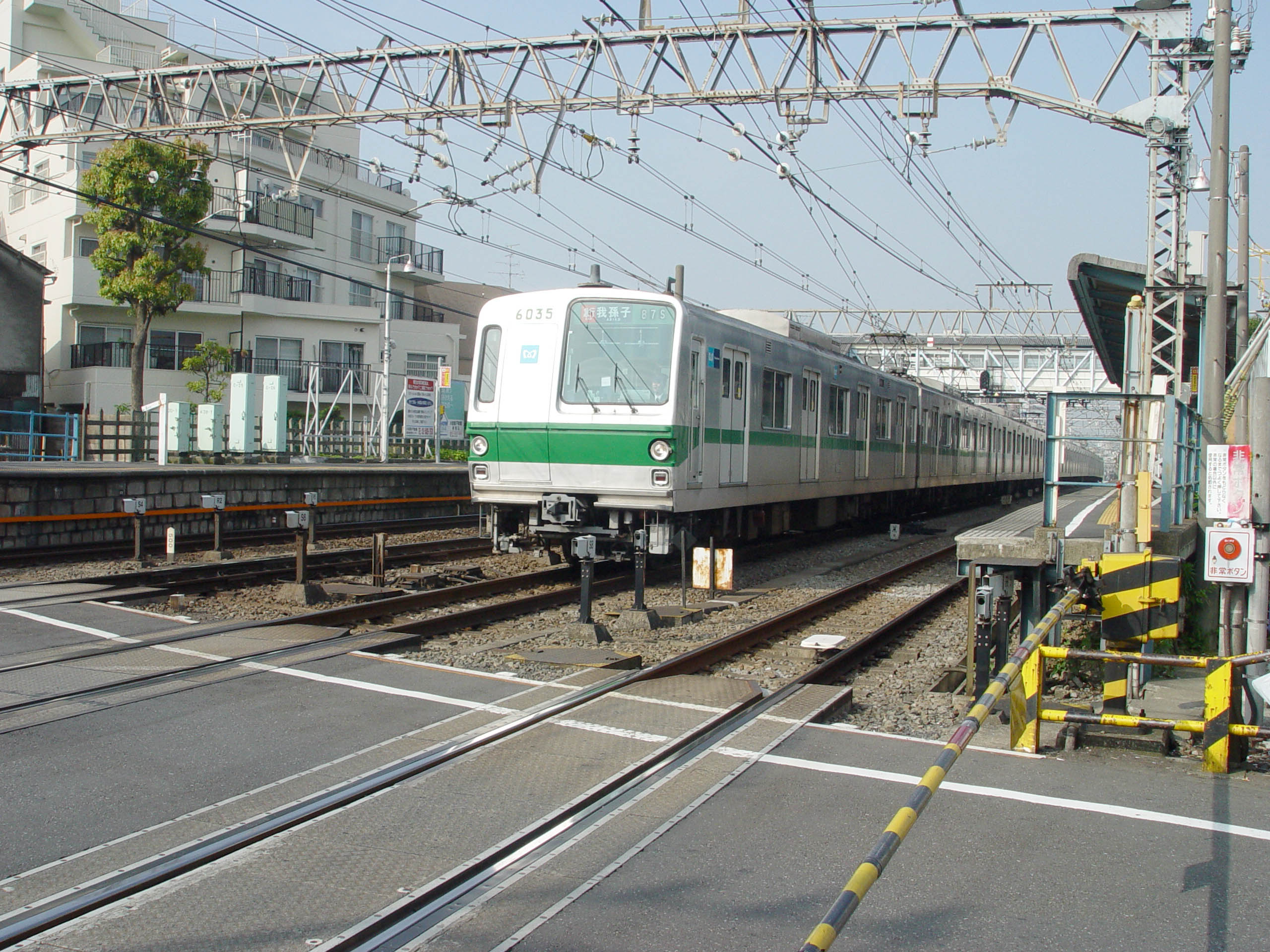
히가시키타자와 역에서 도착 중인 도쿄 지하철 635편성

1990년에 1편성이 도입되었다. 다른 양산차와 달리 차량 무게가 경량화가 되었고 VVVF 인버터 제어 GTO로 탑재되었다. 모터의 출력이 강화되었고 운전대에 고장을 표시하기 위해 상황 표시기가 장착되었고 LED 안내기, 차외 스피커를 갖추었다. 타 6000계 열차들과 달리, 도쿄 지하철 16000계 전동차의 증비로 인한 6000계의 추가적인 개조가 중단됨에 따라 개조 및 매각 없이 2011년에 퇴역 후 폐차되었다.

## 편성
- 도쿄 지하철 6000계 전동차는 다음과 같은 편성으로 구성하고 있다.[3]

### 1차분
| 호차 | 1    | 2    | 3    | 4    | 5    | 6    | 7    | 8    | 9    | 10   |
| ---- | ---- | ---- | ---- | ---- | ---- | ---- | ---- | ---- | ---- | ---- |
| 명칭 | CM1  | M2   | T1   | Tc1  | M1   | M2   | Tc2  | M2   | M1   | CM2  |
| 번호 | 6101 | 6201 | 6701 | 6601 | 6301 | 6401 | 6501 | 6801 | 6901 | 6001 |

- 1호차와 3호차에 팬터그래프가 존재한다.[3]

### 2차분
| 호차 | 1    | 2    | 3    | 4    | 5    | 6    | 7    | 8    | 9    | 10   |
| ---- | ---- | ---- | ---- | ---- | ---- | ---- | ---- | ---- | ---- | ---- |
| 명칭 | CT1  | M1   | M2   | Tc1  | M1   | M2   | Tc2  | T2   | M1   | CM2  |
| 번호 | 61xx | 63xx | 64xx | 65xx | 67xx | 68xx | 66xx | 62xx | 69xx | 60xx |

- 2호차, 5호차, 9호차에 팬터그래프가 존재한다.[3]

### 3차분
| 호차 | 1    | 2    | 3    | 4    | 5    | 6    | 7    | 8    | 9    | 10   |
| ---- | ---- | ---- | ---- | ---- | ---- | ---- | ---- | ---- | ---- | ---- |
| 명칭 | CT1  | T2   | M1   | M2   | Tc1  | Tc2  | M1   | M2   | M1   | CT2  |
| 번호 | 61xx | 62xx | 63xx | 64xx | 65xx | 66xx | 67xx | 68xx | 69xx | 60xx |

- 3호차, 7호차, 9호차에 팬터그래프가 존재한다.[3]

### 아야세 지선
| 호차 | 1      | 2      | 3      |
| ---- | ------ | ------ | ------ |
| 명칭 | CT     | M1     | CM2    |
| 번호 | 6000-1 | 6000-2 | 6000-3 |

- 1호차와 2호차에 팬터그래프가 존재한다.[3]

## 현황
1968년부터 1990년까지 총 36편성이 도입되었고, 2010년부터 2018년까지 차례로 퇴역 후 폐차 및 보존 처리를 마쳤고, 일부 편성은 2011년부터 2018년까지 인도네시아에 매각되었으나 일부 편성이 인도네시아에서 폐차되었다.
| 차호       | 도입 시기      | 운행 중단 시기 | 비고                                                                                       |
| ---------- | -------------- | -------------- | ------------------------------------------------------------------------------------------ |
| 600-1 편성 | 1968년         | 2014년         | 보존 중이다.                                                                               |
| 601 편성   | 1969년, 1971년 | 2016년         | 인도네시아에 매각되었다.                                                                   |
| 602 편성   | 1971년         | 2018년         | 2018년 6000계 라스트런 행사로 영단 지하철 로고를 부착하였다. 신키바에서 보존 중이다.       |
| 603 편성   | 1971년         | 2011년         |                                                                                            |
| 604 편성   | 1971년         | 2016년         |                                                                                            |
| 605 편성   | 1971년         | 2012년         | 인도네시아에 매각되었다.                                                                   |
| 606 편성   | 1971년         | 2011년         | 인도네시아에 매각되었다.                                                                   |
| 607 편성   | 1971년         | 2012년         | 인도네시아에 매각되었다.                                                                   |
| 608 편성   | 1971년         | 2016년         | 인도네시아에 매각되었다.                                                                   |
| 609 편성   | 1971년         | 2015년         |                                                                                            |
| 610 편성   | 1971년         | 2010년         |                                                                                            |
| 611 편성   | 1971년         | 2012년         | 인도네시아에 매각되었다.                                                                   |
| 612 편성   | 1971년         | 2011년         | 인도네시아에 매각 후 폐차되었다.                                                           |
| 613 편성   | 1971년         | 2012년         | 인도네시아에 매각 후 폐차되었다.                                                           |
| 614 편성   | 1972년         | 2016년         |                                                                                            |
| 615 편성   | 1972년         | 2011년         | 인도네시아에 매각되었다.                                                                   |
| 616 편성   | 1972년         | 2016년         | 인도네시아에 매각되었다.                                                                   |
| 617 편성   | 1972년         | 2016년         | 인도네시아에 매각되었다.                                                                   |
| 618 편성   | 1972년         | 2016년         | 인도네시아에 매각되었다.                                                                   |
| 619 편성   | 1972년         | 2017년         | 인도네시아에 매각되었다.                                                                   |
| 620 편성   | 1977년         | 2017년         | 인도네시아에 매각되었다.                                                                   |
| 621 편성   | 1977년         | 2017년         | 인도네시아에 매각되었다.                                                                   |
| 622 편성   | 1981년         | 2018년         | 인도네시아에 매각되었다.                                                                   |
| 623 편성   | 1981년         | 2012년         | 인도네시아에 매각되었다.                                                                   |
| 624 편성   | 1981년         | 2017년         | 인도네시아에 매각되었다.                                                                   |
| 625 편성   | 1981년         | 2012년         | 인도네시아에 매각되었다.                                                                   |
| 626 편성   | 1981년         | 2011년         | 인도네시아에 매각되었다.                                                                   |
| 627 편성   | 1981년         | 2012년         | 인도네시아에 매각되었다.                                                                   |
| 628 편성   | 1981년         | 2015년         |                                                                                            |
| 629 편성   | 1984년         | 2017년         | 인도네시아에 매각되었다.                                                                   |
| 630 편성   | 1984년         | 2018년         | 2018년 6000계 라스트런 행사로 영단 지하철 로고를 부착하였다. 또한 인도네시아에 매각되었다. |
| 631 편성   | 1985년         | 2016년         | 인도네시아에 매각되었다.                                                                   |
| 632 편성   | 1985년         | 2017년         | 인도네시아에 매각되었다.                                                                   |
| 633 편성   | 1988년         | 2012년         | 인도네시아에 매각되었다.                                                                   |
| 634 편성   | 1988년         | 2012년         | 인도네시아에 매각되었다.                                                                   |
| 635 편성   | 1990년         | 2011년         |                                                                                            |